# Henrik VIII (pjäs)

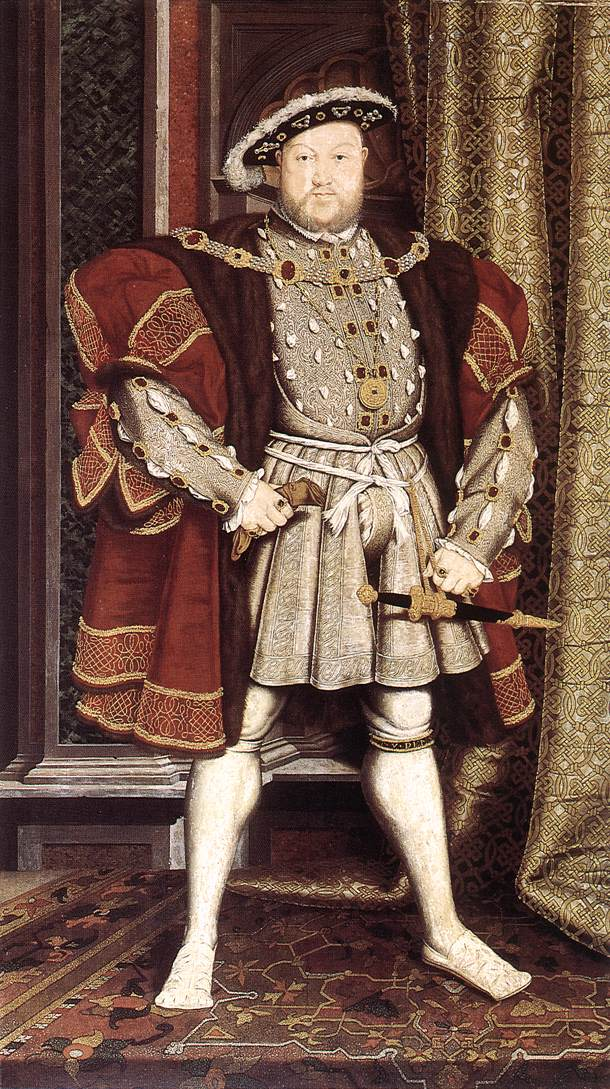
Henrik VIII.

Henrik VIII eller Kung Henrik den åttonde (originaltitel All Is True eller Henry VIII) är ett krönikespel av William Shakespeare, troligen i samarbete med John Fletcher om kung Henrik VIII av England. Det är en av hans sista pjäser. Med undantag för Othello är handlingen i Henrik VIII den av Shakespeares hand som ligger närmast i tiden i förhållande till Shakespeares egen tid.

## Tillkomsthistoria

### Datering
Vid en föreställning av pjäsen antändes taket på the Globe Theatre av en kanon som avlossades i föreställningen för att anmäla kungens ankomst. Hela byggnaden brann ner. Detta ägde rum 29 juni 1613. Händelsen omnämns i brev från Henry Wotton, Thomas Lorkin och Henry Bluett. En samtida uppgift anger att pjäsen då spelats två eller tre gånger. Bluetts brev hittades och publicerades på nytt under 1800-talet av filologen och litteraturkritikern Thomas Tyrwhitt. Andra källor gör gällande att händelsen kan ha inträffat under den fjärde föreställningen.

### Pjäsens källor
Som vanligt när det gäller Shakespeares krönikespel tror man att han framförallt brukat sig av Raphael Holinsheds Chronicles of England, Scotland, and Ireland som utkom första gången 1578 och trycktes på nytt 1585. Kompletterande källor tycks ha varit Edward Halls The Union of the Two Illustrious Families of Lancaster and York som utkom 1548 och John Foxes The Book of Martyrs från 1563. Shakespeare pjäs tycks vara en polemik mot Samuel Rowleys pjäs When You See Me You Know Me som spelades på Fortune Theatre 1604 och gavs ut 1605. Shakespeares pjäs avviker också mer från historiska fakta. Från John Speeds History of Great Britaine från 1611 är material hämtat till kardinal Wolseys tal efter hans fall i akt fem, men det partiet tros vara skrivet av den eventuelle medförfattaren John Fletcher.
Shakespeare kastar om ordningen på historiska händelser och antyder att anklagelserna mot hertigen av Buckingham var grundlösa och uppdiktade. Detroniseringen och halshuggningen av Anne Boleyn (stavad Bullen) berörs inte i pjäsen, liksom inte heller Henrik VIII:s följande fyra fruar.

### Tryckningar och text
Pjäsen anmäldes till boktryckarskråets (the Stationers Company) register första gången 8 november 1623, tillsammans med 15 andra opublicerade pjäser, som en förberedelse inför tryckningen av First Folio samma år. Samlingsverket  sammanställdes av Shakespeares skådespelarkollegor John Heminges och Henry Condell och publicerades av Edward Blount och Isaac Jaggard. På grund av antalet scenanvisningar tror man att texten grundar sig på ett manus för scenbruk.
Tre av fem samtida vittnesmål om kanonkatastrofen refererar till pjäsen som "All Is True" medan två uppger att den handlade om Henrik VIII. Det var först i och med folioupplagan som pjäsen fick namnet The Famous History of the Life of King Henry the Eight.
Stilen tyder på att den är skriven i samarbete med efterträdaren John Fletcher. Man tror att Fletcher kan vara ansvarig för prologen, epilogen, första aktens tredje och fjärde scen, tredje aktens första scen och femte aktens andra till fjärde scen. Han tros också ha bearbetat andra aktens första och andra scen, delar av tredje aktens andra scen samt fjärde aktens första och andra scen.

## Handling
Handlingen följer den ganska välkända historien om Henrik VIII:s skilsmässa från Katarina och giftermål med Anne Boleyn.
Pjäsen börjar med att Buckingham tillsammans med två andra ädlingar beklagar sig över kardinal Wolseys hänsynslösa och övermodiga styre. Wolsey, som i början av pjäsen är kungens favorit, fängslar hertigen av Buckingham och anklagar honom för högförräderi. Katarina försvarar Buckingham men processen slutar med att Buckingham avrättas. Wolsey föranstaltar en process mot Katarina för att underbygga skilsmässan. Samtidigt stiger Anne Boleyn i graderna.
Brev till påven som fångas upp av kungens män avslöjar att Wolsey spelar dubbelt. Wolsey avskedar sin följeslagare Thomas Cromwell så att han inte skall dras med i fallet. Cromwell upphöjs snart till kungens nye favorit. När skilsmässan är ett faktum lyckönskar Katarina Anne Boleyn som ny drottning. Pjäsen slutar med att Elisabet, den nya tronföljaren, föds.

## Översättningar till svenska
Henrik VIII finns i tre svenska översättningar. Carl August Hagbergs översättning från 1848 har titeln Konung Henrik den åttonde och ingår i Shakspere's dramatiska arbeten. Bd 5. Per Hallströms översättning kom 1927. Den hade titeln Kung Henrik den åttonde och ingick i Krönikespel, Bd 3. Samma titel hade Åke Ohlmarks översättning från 1964, publicerad i samlingsvolymen Historiska skådespel.

## Uppsättningar
Den första registrerade föreställningen ägde rum 29 juni 1613 då en kanon som avlossades på scenen antände taket på the Globe Theatre och originalbyggnaden brann ned. En samtida uppgift anger att pjäsen då spelats två eller tre gånger, andra uppgifter talar om den fjärde föreställningen. Pjäsen var kvar på the King's Companys repertoar 1628 när Georges Villiers beställde en privatföreställning på den då återuppbyggda Globe Theatre.
1708 spelades kungen av Thomas Betterton som instruerats av William Davenant, vilken fått insikter i rollen av John Lowin som skall ha instruerats av Shakespeare själv.
Pjäsen har ofta lockat till påkostade processioner. När David Garrick spelade Henrik mellan 1742 och 1768 använde han upp till 140 statister. Både kungarollen och Wolsey har lockat stora skådespelare. Charles Kemble spelade kardinalen mellan 1788 och 1816 med sin syster Sarah Siddons som Katarina. Samuel Phelps spelade kardinalen 1845. Charles Kean spelade kungen under 100 föreställningar 1855 med en ung Ellen Terry som en av Katarinas hovdamer. Scenografin i föreställningen bestod av praktfulla diaramor över London under 1600-talet. 1892 spelade skådespelaren Gordon Craig (inte regissören Edward Gordon Craig) Cromwell med Henry Irving som Wolsey på Lyceum Theatre i London. I uppsättningen ströks större delarna av akt fyra och fem. Också Herbert Beerbohm Tree kortade ner pjäsen och lät den sluta med Anne Boleyns kröning.
I början av 1930-talet regisserade Terence Gray en serie Shakspeareföreställningar på Camebridge Festival Theatre som blev uppmärksammade för sitt uppseendeväckande och oväntade scenspråk. När han 1931 satte upp Henrik VIII var ensemblen kostymerad som spelkortsfigurer, inspirerad av Lewis Carroll i en scenografi som blänkte av aluminium.
Charles Laughton spelade Henrik 1933 på Sadler's Wells Theatre i London. 1958 spelade John Gielgud Wolsey på Old Vic i London, en uppsättning som året därpå flyttades till Shakespeare Memorial Theatre i Stratford-upon-Avon.
Fram till och med 1800-talet var pjäsen ett av Shakespeares populärare teaterstycken, men numera är uppsättningar av den betydligt ovanligare. 1984 regisserade Howard Davies en starkt Brecht-influerad uppsättning i Stratford där Henrik skulle väcka associationer till Josef Stalin. 1996 hade Royal Shakespeare Company succé med pjäsen. Säsongen 2010 ingick pjäsen i repertoaren på Shakespeare's Globe.

### Uppsättningar i Sverige
- 1930 Oscarsteatern, Stockholm, regi Thomas Warner

## Filmatiseringar
- 1979 The Famous History of the Life of King Henry the Eight, regi Kevin Billington (TV, USA)
- 1991 regi Pierre Jourdan (TV, Frankrike)